# Фаянсовая (станция)
Фая́нсовая — узловая железнодорожная станция в городе Киров Калужской области. Направления на Брянск, Рославль, Вязьму, Сухиничи, Смоленск.
Регулярное пригородное сообщение дизель-поездами осуществляется во всех направлениях, кроме Рославля и Калуги.
Станция расположена в восточной части города.

## История
В 1931 году на всем протяжении участка Вязьма — Брянск, принятого во временную эксплуатацию, началось движение поездов.
К декабрю 1933 года на станции Фаянсовая завершилось строительство паровозного депо. Для усиления цеха эксплуатации в него перевели паровозные бригады из депо Дятьково и ликвидированного депо на станции Занозная.
В феврале 1934 года в связи с принятием участка Вязьма — Брянск в постоянную эксплуатацию на станции Фаянсовая организовано основное паровозное депо Фаянсовая (ТЧ-3), кондукторский резерв и врачебный участок.
В регулярное обращение введён пассажирский поезд Вязьма — Брянск, курсировали пригородные поезда.
В 1935 году принят в эксплуатацию участок Рославль — Сухиничи; начал курсировать пассажирский поезд Минск — Сухиничи.
В конце 2002 года на базе упразднённого локомотивного депо Фаянсовая началось создание путевой машинной станции. В марте 2004 года реконструкция депо была завершена, путевая машинная станция № 332 приступила к работе.
В апреле 2015 года прекращено движение пригородных поездов на участке Рославль I — Фаянсовая.
В середине XX века неподалёку от станции располагались торфоразработки.